# W2-WKD
Wskaźnik W2-WKD – wskaźnik kolejowy oznaczający, że za nim, w odległości około 500 m znajduje się semafor.
Wskaźnik ten wygląda jak dwa wskaźniki W1 umieszczone jeden nad drugim.
Wskaźnik W2-WKD jest stosowany jedynie na linii Warszawskiej Kolei Dojazdowej z Warszawy do Grodziska Mazowieckiego, oraz odgałęzieniu tej linii: Podkowa Leśna Główna - Milanówek Grudów. Zadaniem wskaźnika jest zwracanie uwagi maszynisty na zbliżanie się do semafora. Wskaźnik W2-WKD ustawia się przed semaforami samoczynnymi dwustawnej SBL, przed semaforami wjazdowymi, przed którymi nie ma tarczy ostrzegawczej ani semafora pełniącego funkcję takiej tarczy, oraz, w razie potrzeby, przed innymi semaforami.